# Küstenschifffahrt

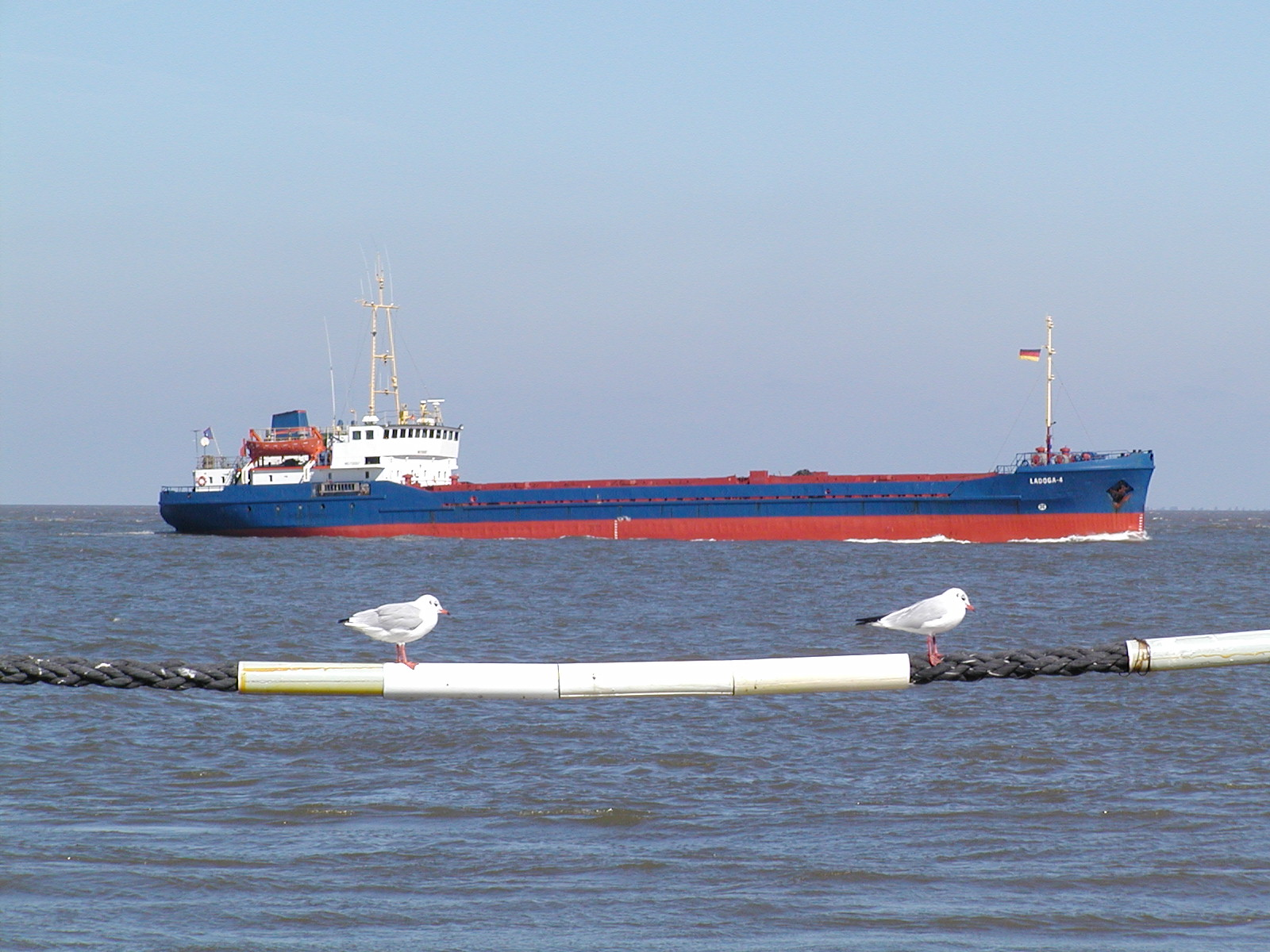
Kümo vor Cuxhaven

Unter Küstenschifffahrt versteht man den Transport von Gütern oder Personen im küstennahen Bereich. Im Güterverkehr werden vorwiegend Küstenmotorschiffe (Kümos) eingesetzt.

## Deutsche Küstenschifffahrt

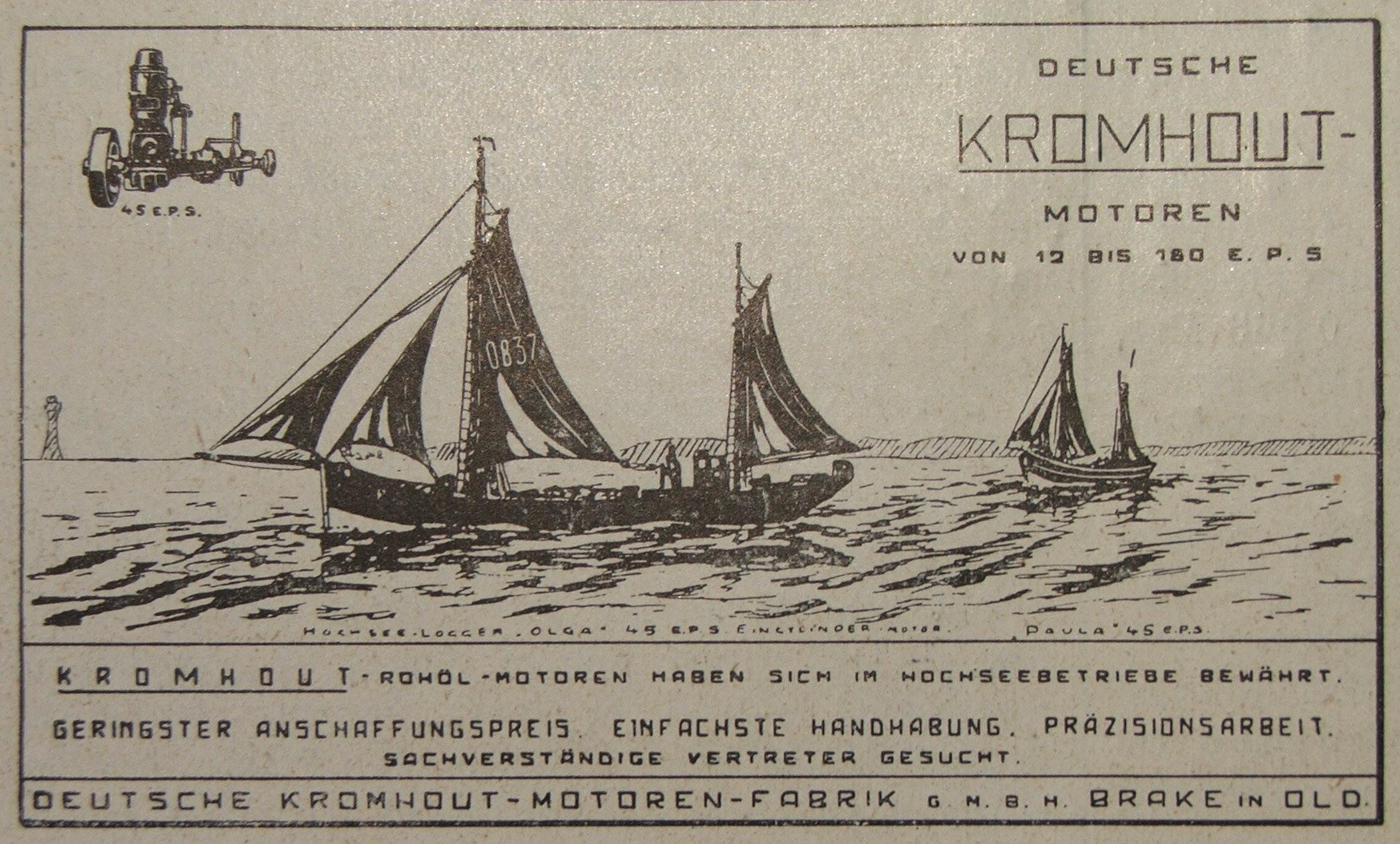
Werbung für Nachrüstmotoren (1913)

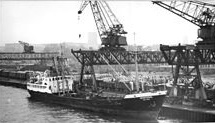
Kümo im Hafen Rostock (1957)

Küstenschifffahrt wurde in Deutschland bis in die ersten Jahrzehnte des 20. Jahrhunderts mit einer Vielzahl an spezialisierten Segelfahrzeugen betrieben. Sie konzentrierte sich dabei überwiegend auf die Kabotage, also den Transport innerhalb des Landes, führte aber auch einen Teil des küstennahen Transports zwischen den Ländern des Nord- und Ostseeraumes aus. Bis in die zweite Hälfte des 19. Jahrhunderts wurden Küstenfrachtschiffe nahezu ausschließlich aus Holz gebaut. Später wurde, zunächst bei Werften außerhalb Deutschlands, Eisen und bald auch Stahl verbaut, wobei in der Küstenfahrt, insbesondere der Wattenfahrt, lange an Kompositbauten aus Eisen oder Stahl mit einem Boden aus Holz festgehalten wurde.
Der Siegeszug der Dampfschiffe veränderte die Zusammensetzung der in der Küstenfahrt eingesetzten Schiffe nur wenig, da sich der kapital- und personalintensive Betrieb von Dampfmaschinen in diesem Segment des Seeverkehrs nicht rechnete. Erst mit dem Erscheinen des kompakten und betriebssicheren Glühkopfmotors wandelte sich das Bild. In den ersten beiden Jahrzehnten des zwanzigsten Jahrhunderts begann man größere Zahlen von Küstenseglern mit einfach aufgebauten und verhältnismäßig sparsamen Dieselmotoren zu Motorseglern umzurüsten. Die Motoren wurden zunächst als Hilfsantrieb eingesetzt, setzten sich aber rasch als Hauptantrieb durch und ersetzten so mehr und mehr die Besegelung der Küstenfrachter.
In Deutschland wird die Küstenschifffahrt vornehmlich mit Kümos, wie zum Beispiel Rhein-See-Schiffen betrieben, die nur einen relativ geringen Tiefgang von drei bis fünf Metern aufweisen und damit in der Lage sind, auch kleine Häfen entlang der Küste anzulaufen. Die Tragfähigkeit der Kümos beträgt zwischen 650 Tonnen und 6000 Tonnen. Kümos und Rhein-See-Schiffe bis zu 3000 Tonnen befahren auch die größeren Binnenwasserstraßen. Dafür weisen sie einige besondere Konstruktionsmerkmale auf, wie absenkbares Ruderhaus und umklappbare Masten. Je nach Tiefgang oder Wasserstand können sie bis zu den Oberrheinhäfen fahren.
Das Ziel der Küstenschifffahrt in Deutschland ist, Ladungsgüter von kleinen an der Küste liegenden Häfen sowie größeren Binnenhäfen zum Beispiel an Rhein, Maas, Waal, untereinander zu verteilen; weiter für Übersee bestimmte Waren zu den großen Seehäfen zu bringen, wo diese Waren dann auf (wesentlich größere) Seeschiffe verladen werden. Kümos und Rhein-See-Schiffe befahren neben den Küsten auch die gesamte Ostsee sowie englische Küstengewässer. In den letzten Jahren hat in der Küstenschifffahrt insbesondere die Bedeutung des Containerverkehrs enorm zugenommen. Kümos dienen hierbei als sogenannte Feederschiffe in der Funktion als Zubringer und Verteiler von Containern.

## Bedeutung
Küstenschifffahrt findet an fast allen Küsten der Welt statt. Der Vorteil der Küstenschifffahrt für die Verladerschaft ist die Möglichkeit, für Verladungen von/nach Binnenhäfen, die ggf. aufgrund von Beschränkungen von größeren Seeschiffen nicht erreicht werden können, auf ungebrochene Verkehre zurückgreifen zu können. Ein zusätzliches Umladen der Ladung entfällt somit. Dies spart nicht nur Zeit und Geld, sondern vermindert bei empfindlicher Ladung auch das Beschädigungsrisiko. Gleiches gilt natürlich auch für Verladungen von den Seehäfen. Hier kann durch die Verladung auf Küstenmotorschiffe der Zielort auf dem Seeweg oft schneller erreicht werden als bei der Nutzung eines anderen Verkehrsmittels.
Da der Verkehrsträger Straße vielerorts an Kapazitätsgrenzen stößt, wird versucht, die Möglichkeiten des Warentransports via Küstenschifffahrt konsequenter zu nutzen (Stichwort: „From Road to Sea“).